# هیتاچی ریل اس‌تی‌اس
هیتاچی ریل سیگنالینگ اند ترنسپورتیشن سیستمز (به انگلیسی: Hitachi Rail Signalling and Transportation Systems) یا هیتاچی ریل اس‌تی‌اس (به ایتالیایی: Hitachi Rail STS) شرکت مهندسی و فناوری ترابری ایتالیایی است، که در زمینه تولید و ارائه سامانه‌های اتوماسیون و سیگنالینگ، برای به‌کارگیری توسط گردانندگان راه‌آهن و مترو فعالیت می‌نماید.
هیتاچی ریل اس‌تی‌اس همچنین در پروژه‌های مرتبط با توسعه خطوط ترابری ریلی، به عنوان یک پیمانکار کلید در دست، عمل می‌کند. دفتر مرکزی این شرکت، در شهر جنوا، ایتالیا قرار گرفته است.
این شرکت اکنون شرکت تابعه‌ای از هیتاچی به‌شمار می‌رود.